# Marianowice
Marianowice – wieś w Polsce, położona w województwie mazowieckim, w powiecie radomskim, w gminie Zakrzew. Ma status sołectwa.
W latach 1975–1998 miejscowość należała administracyjnie do województwa radomskiego.
Przez miejscowość przebiega droga wojewódzka nr 740.
Wierni Kościoła rzymskokatolickiego należą do parafii św. Jana Chrzciciela w Zakrzewie.